# Ancient Mexico

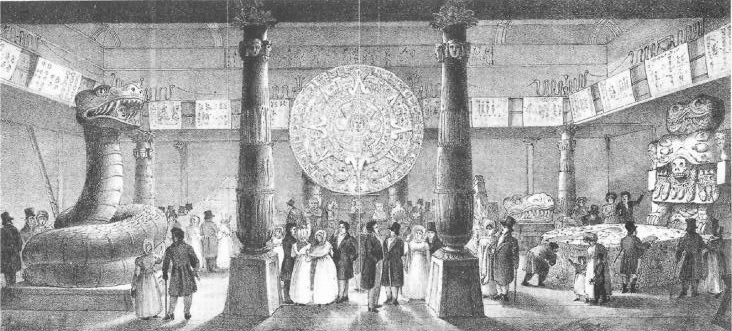
Un'incisione di Agostino Aglio raffigurante la mostra

Ancient Mexico è una mostra organizzata da William Bullock per esibire un gruppo di manufatti aztechi oltre a copie ed originali dei codici aztechi. La mostra si tenne nel 1824 presso la Egyptian Hall di Piccadilly, a Londra. Tra gli oggetti esposti vi erano la Piedra del Sol (descritta come "orologio di Montezuma"), la statua di Coatlicue (chiamata "Teoyamiqui") e la pietra di Tízoc.
La mostra di Ancient Mexico ebbe luogo in contemporanea con una mostra parallela, chiamata Modern Mexico.